# MSDN Academic Alliance
DreamSpark Premium (tidigare MSDN Academic Alliance (MSDNAA)) är ett Microsoftprogram tillgängligt för akademiska organisationer, främst högskolor och universitet, som innebär att Microsoft ger studenter och forskare tillgång till större delen av sin mjukvara för att de ska kunna använda den i utbildning och forskning. Det finns även en version som riktar sig till gymnasier. Medverkande skolor betalar en årlig avgift för sitt MSDNAA-kontrakt vilket gör att institutioner (såsom informationsteknologi, systemteknik och datateknik, samt andra relaterade ämnen till dessa institutioner) såväl som studenter och lärare har tillgång till licenskopior av Microsoft mjukvaror. Varje universitet och högskola har tillgång till olika program beroende på vilket avtal som gjorts.
Mjukvaruprogrammen kan användas i kurser såväl som personliga icke-kommersiella projekt. Programmen får användas av studenter även efter att de har examinerats . Efter avslutade studier har studenterna även tillgång till alla fria uppdateringar (säkerhetsuppdateringar och dylikt) gällande mjukvaruprogrammen som finns tillgängliga via Microsoft Download Center.
De mjukvaror som finns tillgängliga via MSDNAA återfinns på en särskild webbplats som antingen drivs av e-akademin eller universitetet/högskolan själva. Servicen som drivs av e-akademin kallas för ELMS (e-acadamy License Management System). Tillgång till denna avgörs av MSDNAA överenskommelsen men ges oftast till studenter som uppfyller vissa akademiska krav (är för närvarande inskriven på en kurs/kurser inom vetenskap, teknik, eller matematik).
Några exempel på mjukvara som medlemmar av MSDNAA får är Windows Server 2003, Visual Studio samt operativsystemen Windows Vista Business, Vista Enterprise, Windows 7 och Windows XP Professional.
Trots sitt namn är ett MSDNAA-konto inte ett rent MSDN-konto och kan inte användas för att få tillgång till abonnenternas del av webbsidan för MSDN eller dess nedladdningar.
I Sverige finns detta program på utvalda högskolor och gymnasieskolor. Man kan även om man har ett giltigt CSN-, Mecenat- eller Studentkort få tillgång till MSDNAA via olika samarbetspartners.

## Tillgängliga mjukvaror
Listan innehåller access till bland annat:
- Microsoft Visual Studio 2013 (alla utgåvor)
- Microsoft Visual Studio 2010 (alla utgåvor)
- Microsoft Visual Studio 2008 (alla utgåvor)
- Microsoft Visual Studio 2005 (alla utgåvor)
- Windows Server (2003, 2008, 2008 R2 - alla utgåvor)
- Windows 8.1 (Pro)
- Windows 8 (Pro)
- Windows 7 (Professional och Enterprise)
- Windows Vista (Business och Enterprise)
- Windows XP (Professional)
- MSDOS (6.0 och 6.22)
- Microsoft Expression Studio (1, 2, 3, 4)
- Microsoft SQL Server (2005, 2008, 2008 R2 - alla utgåvor, 2012, 2014)
- Microsoft Access (2003, 2007, 2010, 2013)
- Microsoft OneNote (2007, 2010, 2013)
- Microsoft Project (2007, 2010, 2013)
- Microsoft Visio (2007, 2010, 2013)
- Hyper-V

I princip alla Microsoft-program ingår, med några viktiga undantag; exempelvis Word, Excel och PowerPoint från Officepaketet ingår inte.